# Кубањ (река)
Кубањ (рус. Кубань; адиг. Псыжъ; черк. Псыжь; абаз. Къвбина; стгрч. ‛Ύπανις; лат. Hypanis, Vardanes) велика је руска река која протиче географском регијом Северни Кавказ, на југозападу европског дела Русије. Протиче преко територија Карачајево-Черкезије, Ставропољске и Краснодарске Покрајине и Адигеје. 
Са дужином тока од 870 km највећа је река на северном Кавказу, и после Дона највећа притока Азовског мора. Пловна је низводно од Уст-Лабинска. Највећи градови који леже на њеним обалама су Черкеск, Невиномиск, Армавир, Кропоткин, Краснодар, Темрјук.
Укупна површина њеног сливног подручја је око 57.900 km², а просечан проток око 425 3⁄. У реку Кубањ се улива готово 14.000 мањих и већих притока, а занимљиво је да се готово све притоке уливају са леве стране. Највеће притоке Кубања су Уруп, Лаба, Мали и Велики Зеленчук, Белаја, Пшиш и друге. У доњем делу тока Кубањ протиче кроз вештачко Краснодарско језеро површине око 420 km², највећу језерску површину у том делу Русије. У Азовско море се улива у виду простране речне делте површине око 4.300 km².

## Етимологија
Савремено име реке − Кубањ − један је од скоро три стотине назива који се могу пронаћи у литератури, а односе се на овај водоток. Антички историчар Херодот описивао је ову реку под именом Ύπανις (Ипанис), док је у латинским изворима била позната и као Hypanis и Vardanes. Савремени назив реке изведен је највероватније из карачајево-балкарског језика, односно од речи Къобан која може имати два значења − „велика река која се излива” или просто „поток”.
Немачки филолог Паул Кречмер изхедначава савремени назив реке са ведским називом реке Кабул, притоке Инда (Kubhā). 

## Географско-хидролошке карактеристике
Река Кубањ свој ток започиње на северозападним обронцима планине Елбрус на Кавказу и настаје спајањем река Улукам и Учкулан на надморској висини од 1.339 метара. У горњем делу тока, све до града Невиномиска, тече у смеру севера кроз уски и дубоки кањон и на том делу тока карактеришу је велики и нагли падови и бројни мањи водопади и брзаци. У средњем делу тока тече преко доста равнијих и терасастих подручја, а затим нагло скреће ка западу и у том делу тока уз леву обалу формира се широка наплавна равница која код Уст-Лабинска достиже ширину и до 4 km. У том делу тока у кориту се налазе бројни плићаци и брзаци. Низводно од ушћа Лабе река се нагло шири и до 20 km, и у том делу се налази вештачко Краснодарско језеро, највећа ујезерена површина на Северном Кавказу површине 420 km². Подручје између ушћа Лабе и Афипса је уједно и најнижи део и на тој територији се дуж реке формирала пространа Адигејска мочвара површине око 300 km². Мочварна подручја у доњем делу тока су знатно пространија и заузимају подручја површине око 800 km² (Закубањске мочваре). На 116. км узводно од ушћа, од главног тока одваја се рукавац Протока и на том месту почиње пространа Кубањска делта површине око 4.300 km². Више од половине воде из Кубања се у Азовско море улива управо преко рукавца Протока. На неких 20 km узводно од ушћа главног тока у Темрјучки залив издваја се рукавац Стари Кубањ који преко Кизилташког лимана један део воде из реке односи ка Црном мору. 
У горњем делу тока река се углавном храни водом из глечера и водом од отопљеног снега са високопланинских врхова (око 50%). У средњем и делу тока највећи прилив воде долази из подземних извора и од кишнице (око 60%). Вода у реци се никада не мрзне, чак ни у горњем делу тока, превасходно захваљујући великим брзинама тока. Карактерише је 6 до 7 периода максималног водостаја током летњег и зимског дела године. Колебање нивоа воде у реци достиже до 5 метара, са макскмалним водостајем у јуну, и минималним у фебруару месецу. Ниво воде у реци је доста стабилизован након градње Невиномиског канала и Краснодарског и Шапсушког језера. 
Укупна дужина водотока је 870 km, односно 906 km уколико се за исходишну тачку узима извориште реке Улукам (на надморској висини од 2.970 м). Површина сливног подручја Кубања је око 58.000 km². Просечан проток воде у реци код Краснодара је око 425 3⁄, док је просечан проток у горњем делу тока код Армавира око 163 3⁄. Сваке године река Кубањ у Азовско море у просеку улије 12−13 km³ воде, око 8 милиона тона седимената и око 4 милиона тона растворених минералних соли. Количина нерастворивих материја у речној води је у просеку око 682 г/m³, а салинитет воде у доњем делу тока може достићи вредности и до 1.000 мг/л (у просеку је између 50 и 400 мг/л). Просечан пад речног корита је око 1,53 м/км тока. 
Готово све најважније притоке Кубања имају северни правац тока, теку са северних обронака Великог Кавказа и уливају се у Кубањ као његове леве притоке. Занимљиво је да низводно од Невиномиска река Кубањ не прима ни једну притоку са десне стране. Најважније притоке су Велики и Мали Зеленчук, Уруп, Лаба, Белаја, Пшиш, Псекупс, Афипс и Адагум (све леве притоке). Низводно од Уст Лабинска пловна је и за веће бродове. У басену реке Кубањ налази се преко 14.000 већих и мањих река укупне дужине речне мреже од чак 9.482 km. 

## Геологија и историја
Пре неколико десетина хиљада година на месту уз данашњи доњи ток Кубања налазио се пространи залив Азовског мора који се простирао од Таманског полуострва до Приморско-Ахтарска на северу и Краснодара на југу. Река је постепено засипала залив великим количинама седимената, што је довело до формирања спруда који је залив одвојио од мора и претворио га у лагуну. У наредном периоду и сама лагуна је испуњена седиментима и претворена у данашњу делту. Значајан допринос у засипању првопитног залива дали су и бројни блатни вулкани који су дали значајан допринос у формирању јужног дела савремене делте. 
Све до краја 19. века највећи део воде из реке отицао је ка Црном мору али је услед интензивних мелиорационих радова који су уследили у наредном периоду речна делта исушена, а токови бројних рукаваца регулисани. Регулисању нивоа воде у реци умногоме је допринела и градња вештачког Краснодарског језера које је испуњено водом у периоду 1973—1975. године. Тако је некада мочварна и плавна делта Кубања данас исушена и претворена у пољопривредно земљиште и једно од најважнијих подручја узгоја пиринча у Русији. 
Најважнија градска насеља која леже на обалама реке Кубањ су градови Карачајевск, Уст-Џегута, Черкеск, Невиномиск, Армавир, Новокубанск, Кропоткин, Уст-Лабинск, Краснодар и Темрјук.